# أليسون لابر
أليسون لابر، الحاصلة على وسام الإمبراطورية البريطانية (MBE) (ولدت في 7 أبريل 1965 ) فنانة بريطانية. كانت موضوع تمثال أليسون لابر "حامل"، الذي عُرض على القاعدة الرابعة في ميدان ترافالغار من سبتمبر 2005 حتى أواخر عام 2007. ظهرت هي وابنها الراحل باريس في المسلسل الوثائقي " طفل عصرنا" على قناة بي بي سي.

## وقت مبكر من الحياة
وُلدت أليسون لابر في 7 أبريل 1965 في بيرتون أبون ترينت، ستافوردشاير. وُلدت بدون ذراعين وساقين قصيرتين، وهي حالة تُسمى فوكوميليا. أُودعت في مؤسسة في طفولتها، ولا تزال بعيدة عن أقاربها. عندما زُوِّدت بأطراف صناعية، شعرت أن الهدف ليس مساعدتها، بل جعلها تبدو أقل إرباكًا للآخرين. تخلت عنهم، ووجدت الحياة أسهل بكثير بدون مساعدات خارجية.
غادرت مدرسة تشايلي هيريتيج، ساسكس، في سن السابعة عشرة، وانتقلت إلى لندن. ثم التحقت بمؤسسة الملكة إليزابيث للأشخاص ذوي الإعاقة، في بانستيد، سري حتى سن التاسعة عشرة، حيث تعلمت القيادة. أكملت المستويين "O" و"A" في الفنون في كلية ساتون للتعلم للبالغين، قبل دورات ما قبل التأسيس والتأسيس في مدرسة هيذرلي للفنون الجميلة.
انتقل لابر بعد ذلك إلى برايتون ودرس في كلية الفنون والعمارة في جامعة برايتون، وتخرجت بدرجة الشرف من الدرجة الأولى في الفنون الجميلة في عام 1994.

## حياة مهنية
تستخدم لابر التصوير الفوتوغرافي والتصوير الرقمي والرسم، كما تقول، لتساؤل حول الطبيعية الجسدية والجمال، مستخدمة نفسها كموضوع. وهي عضو في جمعية فناني الرسم على الفم والقدم في العالم (AMFPA)، حيث انضمت إليها كعضو طالب وحصلت على عضوية كاملة بعد تخرجها من الكلية. أحد التأثيرات الخاصة هو تمثال فينوس دي ميلو، بسبب أوجه التشابه الجسدية بين التمثال الأنثوي الكلاسيكي المثالي وجسد لابر نفسه. شاركت في معارض بريطانية مختلفة، بما في ذلك في قاعة المهرجانات الملكية. في مايو 2003، حصلت لابر على وسام الإمبراطورية البريطانية لخدماتها في مجال الفن.
بعد أن أنجبت ابنها باريس عام 2000، أنشأت معرضًا فنيًا يضم صورًا لها معه. ظهر لابر وابنها في الفيلم الوثائقي " طفل عصرنا" على قناة بي بي سي. في عام 2006، نشرت كتابها "حياتي بين يدي ".

## منحوتة مارك كوين

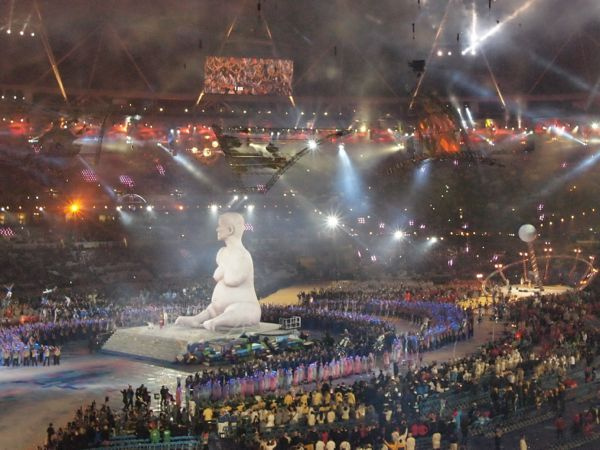
نسخة عملاقة من التمثال الذي ظهر في حفل افتتاح دورة الألعاب البارالمبية الصيفية 2012

كانت أليسون لابر موضوع تمثال مارك كوين " أليسون لابر حامل". في البداية، رفضت لابر أن تتظاهر أمامه، لعدم تأكدها من الطريقة التي ينوي بها تصوير الإعاقة. أرادت التأكد من أن وجهة نظره ليست شفقة.
لاحظ كوين أن التماثيل القديمة التي سقطت أطرافها أصبحت الآن تحظى بتقدير كبير. كان هدفه إنشاء تماثيل بنفس الجمال لأجساد مولودة طبيعيًا بهذه الطريقة. عندما اتصل به مرة أخرى بعد بضعة أشهر، أخبرته لابر أنها الآن حامل في شهرها السابع. كان رده: "هذا أفضل!". في نوفمبر 1999، ذهب لابر إلى استوديو كوين لصنع قالب.
صُنع هذا التمثال من رخام كارارا. وقد احتل القاعدة الرابعة في ميدان ترافالغار بين سبتمبر 2005 وأواخر عام 2007. نسخة طبق الأصل كبيرة الحجم ظهرت في حفل افتتاح دورة الألعاب البارالمبية الصيفية 2012.

## الأوسمة
في مايو 2003، مُنحت لابر وسام الإمبراطورية البريطانية لخدماتها في مجال الفن. وفي يوليو 2014، مُنحت دكتوراه فخرية من جامعة برايتون.

## الحياة الشخصية
كان لدى لابر ابن يُدعى باريس، وكانت حاملاً به أثناء تصويرها لنحت مارك كوين. توفي فجأةً بسبب جرعة زائدة من المخدرات يُشتبه أنها عرضية في أغسطس 2019، عن عمر يناهز 19 عامًا. صرحت والدته لاحقًا بأنه تعرض للتنمر في المدرسة بسبب إعاقتها، مما أدى إلى إيداعه في قسم الصحة النفسية في سن السابعة عشرة.

## سيرة
لندن فينوس: حياة أليسون لابر، وهي سيرة ذاتية غير مرخصة للابر في شكل كتاب مصور، نُشرت في فرنسا عام 2022. كتبها يانيك شاريير ورسمها ماثيو بيرتراند، وتحكي قصة لابر من ولادتها حتى جنازة باريس لابر.